# Piotr Mandrysz
Piotr Mandrysz (ur. 21 września 1962 w Rybniku) – polski piłkarz występujący na pozycji pomocnika, trener.

## Przebieg kariery

### Kariera zawodnicza
Mandrysz reprezentował barwy wielu klubów, był zawodnikiem ROW Rybnik, GKS Jastrzębie, Zagłębia Sosnowiec, Naprzodu Rydułtowy, Pogoni Szczecin (w latach 1992–1994 i 1996–1999), VSE St. Pölten (Austria), Rakowa Częstochowa, Śląska Wrocław i RKS Radomsko, w którym w 2002 zakończył karierę piłkarską.
W I lidze rozegrał 184 mecze, strzelił 41 bramek.

### Kariera trenerska
Jako trener prowadził m.in. rezerwy Odry Wodzisław Śląski, Arkę Gdynia, RKS Radomsko, Ruch Chorzów, Beskid Skoczów. 3 lipca 2007 podpisał kontrakt z Piastem Gliwice, gdzie zastąpił na stanowisku szkoleniowca Bogusława Pietrzaka. Odszedł z klubu 1 lipca 2008 wkrótce po wywalczeniu z nim historycznego, pierwszego awansu do ekstraklasy. 15 września 2008 objął funkcję szkoleniowca w Pogoni Szczecin. 17 sierpnia 2010 roku po ligowej porażce z Flotą Świnoujście rozwiązano z nim kontrakt.
Od 23 czerwca 2011 do 30 czerwca 2013 był trenerem GKS Tychy. W latach 2014–2016 prowadził Termalikę Bruk-Bet Nieciecza. Od 14 czerwca 2017 do stycznia 2018 szkolił graczy GKS Katowice.